# Итератив
Итератив (от лат. iterare — вторично делать, повторять; также многократный вид) — вид глагола, обозначающий многократное или повторяющееся действие.

## Примеры
В русском языке: носить (при однократном действии — нести), бегать (ср. бежать).
В английском языке может передаваться префиксом re-: англ. rewrite.
В венгерском суффикс -gel выражает итеративный аспект: nevetgél.